# Mysore (Staat)
Mysore (Mahisur, Kannada ಮೈಸೂರು ಸಂಸ್ಥಾನ Maisūru sansthāna) war ein seit Beginn des 17. Jahrhunderts selbständiger indischer Fürstenstaat im südlichen Teil Vorderindiens. 1947 schloss er sich der Indischen Union an.

## Geschichte
Seit 1399 herrschte die ursprünglich aus Dwarka stammende hinduistische Dynastie der Wodeyar über die Stadt Mysore (heute: Mysuru) und die umliegenden Gebiete. Das Territorium war dem Vijayanagar-Reich tributpflichtig. Nach dessen Zusammenbruch im Jahr 1565 wurde Mysore Hauptstadt des gleichnamigen unabhängigen Reiches. Raja Wodeyar I. (1578–1617) verlegte die Hauptstadt 1610 nach Srirangapattana. 
Im 18. Jahrhundert wurde die Herrschaft der Wodeyar durch den muslimischen General Hyder Ali unterbrochen, der de facto zum Herrscher Mysores aufstieg (1761 bis 1782). Ihm folgte als Herrscher sein Sohn Tipu Sultan. Zu dieser Zeit erreichte das Reich Mysore seine größte Ausdehnung, weite Teile Südindiens wurden erobert und unterworfen. Mysore geriet aber bald in Konflikt mit den Briten. Tipu Sultan erklärte den Engländern 1782 den Krieg und zwang die Engländer unter General Matthews, sich im April 1783 bei Bednur zu ergeben. Nach hartnäckiger Belagerung fiel auch Mangalur in Tipu Sultans Hände. Inzwischen hatten jedoch die Engländer ein Bündnis mit den Marathen geschlossen, infolge dessen sich Tipu Sultan durch den Frieden zu Mangalur am 11. März 1784 unterwerfen musste, nicht zuletzt auch weil er nach dem Friedensschluss zu Versailles der französischen Unterstützung beraubt worden war. 1786 nahm Tipu Sultan den Titel Padischah an. Nach den erzwungenen Gebietsabtretungen im Jahr 1792 nahm Tipu Sultan den Krieg gegen die Briten unter General Georg Harris und Arthur Wellesley 1799 wieder auf. Aus den insgesamt vier Mysore-Kriegen ging die Kolonialmacht letztlich als Sieger hervor. Tipu Sultan starb am 4. Mai 1799 bei der Erstürmung Srirangapattanas durch die Briten. 
Ein größerer Teil von Tipu Sultans Herrschaftsgebiet wurde unter direkte englische Herrschaft gestellt. Mit der gleichzeitigen Wiedereinsetzung der hinduistischen Wodeyar-Dynastie, nun allerdings als britische Vasallen, wurde Mysore nun erneut Hauptstadt des verkleinerten Reiches (1799–1947) britisches Protektorat. 1831 verlegten die britischen Kolonialherren die Hauptstadt nach Bangalore und übernahmen wegen angeblicher Misswirtschaft des Rajas die direkte Verwaltung. Erst 1881 wurde mit Chama Rajendra Wodeyar wieder ein Maharaja eingesetzt. Der Wohnsitz des Maharajas blieb bis zur Unabhängigkeit Indiens Mysore. 
1941 hatte der Staat eine Fläche von 75.954 km² und 7,5 Millionen Einwohner. Der Fürstenstaat wurde 1947, als Indien und Pakistan unabhängig wurden, ebenfalls souverän. Nachdem der Maharaja Jaya Chamaraja Wodeyar (1940–56) schon am 15. August 1947 seine Absicht erklärt hatte, seinen Staat Indien anzuschließen, wurde dieser Beitritt am 28. Juni 1949 vollzogen. Nach der neuen Verfassung Indiens vom 26. Januar 1950 wurde Mysore ein Staat der Kategorie B mit dem Maharaja als Rajpramukh (Staatsoberhaupt). Am 1. November 1956 wurden alle Fürstentümer aufgehoben und Mysore im Zuge der administrativen Neugliederung Indiens entlang der Sprachgrenzen dem neu geschaffenen Bundesstaat Mysore zugeordnet, der 1973 in Karnataka umbenannt wurde.